# World Clique
World Clique (рус. «Всемирная клика») — дебютный и самый известный альбом американской группы Deee-Lite, выпущенный 7 августа 1990 года на лейбле Elektra records.

## Список композиций
| №                   | Название                    | примечание                                       | Длительность |
| ------------------- | --------------------------- | ------------------------------------------------ | ------------ |
| 1.                  | «Deee-Lite Theme»           | Deee-Lite, Херби Хэнкок (бонус-трек CD издания)  | 2:10         |
| 2.                  | «Good Beat»                 |                                                  | 4:40         |
| 3.                  | «Power of Love»             |                                                  | 4:40         |
| 4.                  | «Try Me on... I'm Very You» | Bootsy Collins, Fred Wesley, Maceo Parker        | 5:14         |
| 5.                  | «Smile On»                  | Bootsy Collins, Fred Wesley, Maceo Parker        | 3:55         |
| 6.                  | «What is Love?»             |                                                  | 3:38         |
| 7.                  | «World Clique»              |                                                  | 3:20         |
| 8.                  | «E.S.P.»                    |                                                  | 3:43         |
| 9.                  | «Groove Is in the Heart»    | Bootsy Collins, Q-Tip, Fred Wesley, Maceo Parker | 3:51         |
| 10.                 | «Who Was That?»             | Bootsy Collins                                   | 4:35         |
| 11.                 | «Deep-Ending»               |                                                  | 3:47         |
| 12.                 | «Build the Bridge»          | (бонус-трек CD издания)                          | 4:32         |
| Общая длительность: | Общая длительность:         | Общая длительность:                              | 48:19        |

## Чарты
| Чарт (1990)               | максимальная позиция |
| ------------------------- | -------------------- |
| Canadian RPM Albums Chart | 15                   |
| US Billboard 200          | 20                   |
| US R&B/Hip-Hop Albums     | 34                   |
| UK Top 40                 | 14                   |
| Austrian Album Chart      | 25                   |

## Участники записи
Deee-Lite
- Lady Miss Kier: вокал
- Super DJ Dimitri: диджеинг/скрэтчинг, семплирование
- Towa Tei: диджеинг/скрэтчинг, семплирование, клавишные

А также:
- Bill Coleman, Sahirah Moore, Sheila Slappy: дополнительный вокал
- Bootsy Collins: бас-гитара, вокал
- Q-Tip (A Tribe Called Quest): рэп
- Maceo Parker: саксофон
- Fred Wesley: тромбон
- аранжировка: Mike Rogers & Deee-Lite